# Hemolymfa

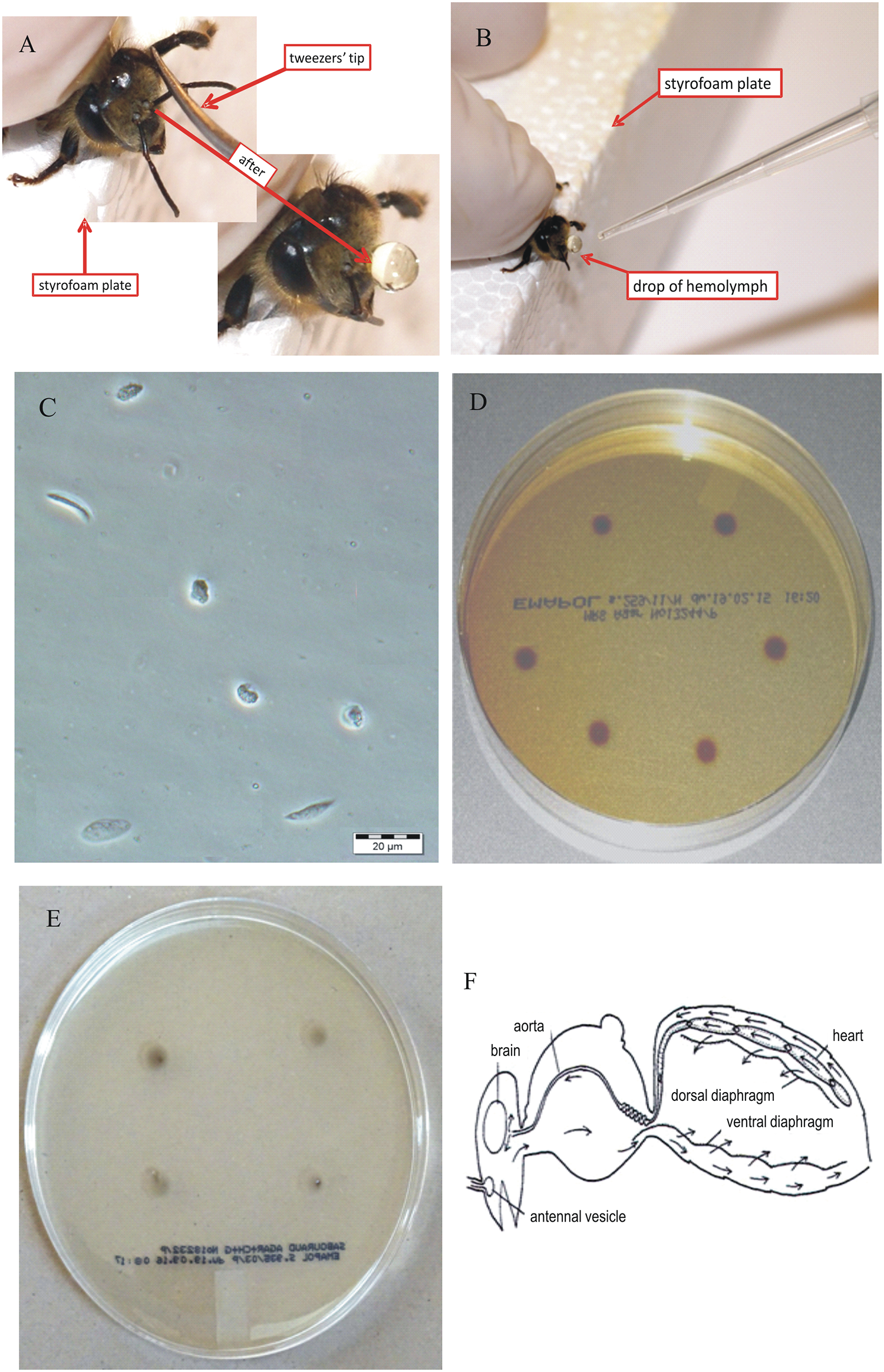
Odběr včelí hemolymfy

Hemolymfa je obdobou krve u mnoha skupin bezobratlých živočichů, například u hmyzu, korýšů nebo měkkýšů. Je známa také pod českým označením krvomíza (což je vlastně doslovný překlad). Hemolymfa obíhá v otevřených cévních soustavách. To znamená, že se volně vlévá mezi orgány a nemůže tak být oddělena krev a míza – proto krvomíza. Obsahuje různé anorganické a organické látky, jako například různé bílkoviny a hormony. Jsou v ní přítomny i krevní buňky – hemocyty. Ty slouží především k pohlcování cizorodých částic (jednoduchý imunitní systém) a hojení ran.
Důležitou funkcí hemolymfy je transport kyslíku. K tomu jsou v hemolymfě dýchací barviva. Nejčastějším dýchacím barvivem u bezobratlých živočichů je namodralý hemocyanin, ale u různých druhů bezobratlých existují i jiná barviva, jako například hemoglobin (typický pro obratlovce včetně člověka), hemerytrin nebo chlorokruorin. U některých skupin (hmyz, stonožky, mnohonožky) je vyvinuto dýchání pomocí vzdušnic, při kterém kyslík není transportován hemolymfou. V jejich hemolymfě tedy dýchací barviva chybí.